# Centro Penitenciario La Paz (Itagüí)
El Centro Penitenciario La Paz es una prisión de la ciudad de Itagüí, en Colombia. 

## Características
Es una cárcel de máxima seguridad. Se construyó en el año de 1990 en un lote de más de 7.000 metros cuadrados.